# Roberto Gómez Bolaños
Roberto Gómez Bolaños   (Ciutat de Mèxic, 21 de febrer de 1929 - Cancun, 28 de novembre de 2014) va ser un actor i humorista mexicà, més conegut pel pseudònim Chespirito, creador de les sèries El Chavo del Ocho i El Chapulín Colorado.

## Biografia
Abans de convertir-se en actor, va ser un boxejador amateur. Va estudiar Enginyeria en la Universitat Nacional Autònoma de Mèxic. Va escriure una sèrie d'obres de teatre i diàlegs per a pel·lícules i programes de televisió a Mèxic, i també presentar algun personatge abans d'esdevenir famós. El seu nom artístic de Chespirito va ser donat per Agustín P. Delgado, el seu productor durant els primers anys de Gómez Bolaños com a guionista, sent Chespirito una mexicanització de Shakespearecito o petit Shakespeare.
Els seus papers més coneguts es trobaven a les sèries El Chavo del Ocho i El Chapulín Colorado, emeses en la xarxa de televisió mexicana Televisa. Altres espectacles produïts i protagonitzats per ell van ser el programa de curta durada La Chicharra, i, durant els seus últims anys en antena, el programa Chespirito.
En El Chavo del Ocho, Chespirito representava a un nen pobre de 8 anys que havia de refugiar-se dins d'un barril de fusta per protegir-se de la pluja en un barri mexicà, i en El Chapulin Colorado, va representar a un benintencionat superheroi, que sempre, per malastrugança, acabava en situacions còmiques.
Aquests dos programes es van convertir en èxits a tot Amèrica Llatina, els Estats Units i Espanya, i les estrelles del xou van arribar a la fama internacional. També va protagonitzar pel·lícules mexicanes, com ara El Chanfle i El Chanfle 2.
Ell és també el creador de la comèdia teatral "Once y Doce" ("Onze i Dotze"), que encara és representada a Mèxic i en alguna ocasió va arribar a ser la comèdia de teatre més reeixida de la història de tot el país.